# كاندي يونغ
كاندي يونغ (بالإنجليزية: Candy Young)‏ هي واثبة حواجز ‏ أمريكية، ولدت في 21 مايو 1962.

## وصلات خارجية
- كاندي يونغ على موقع الاتحاد الدولي لألعاب القوى (الإنجليزية)